# Celestí Ribera i Aguilar
Celestí Ribera i Aguilar   (Sant Llorenç de Morunys, 6 d'abril de 1839 - Barcelona, 1915) fou un prevere català.
Estudià al Seminari Diocesà de Solsona, i en va contribuir a la seva millor i recuperació, tot costejant les quatre figures de la façana del Cambril de la Capella de la Mare de Déu del Claustre, obra d'August Font i Carreras. Fou corresponsal del Diario de Barcelona a Roma, durant el Concili Vaticà I, gràcies al periodista Joan Mañé i Flaquer.
El 1875 va ser nomenat secretari de cambra i canonge pel bisbe de Girona Isidre Valls i Pallerola. L'any 1881 va formar part del Capítol de la Catedral de Tarragona. El mateix any consta com a canonge a la Catedral de Girona. Posteriorment, el cardenal Casafías en va nomenar Canonge Mestrescola de la Catedral de Barcelona el 1885. Entre 1899 i 1902 fou rector del Seminari Conciliar de Barcelona. Durant el seu mandat, es va finalitzar l'edifici; es construí la sala d'actes literaris i la biblioteca; s'instituïren les acadèmies escolàstiques; i reorganitzà un nou pla d'estudis.
Segons sembla, i així consta en alguns documents, va ser nomenat per reial decret com a bisbe de Segòvia, però va declinar el càrrec. Quan va morir va llegar a Solsona una important biblioteca formada per més de mil volums, juntament amb dues càtedres, de Teologia General i de Teologia Dogmàtica, al Seminari Diocesà de Solsona.

## Obres
- Ribera i Aguilar, Celestí. Elogio fúnebre de D. Pedro Calderón de la Barca : pronunciado en la santa iglesia catedral de Gerona el dia 25 de mayo de 1881... (en castellà).  Girona: Imprenta y Librería de Vicente Dorca, 1881. OCLC 1078193083.
- Ribera i Aguilar, Celestí. Elogio fúnebre de S.M. el Rey D. Alfonso XII : pronunciado el 22 de diciembre de 1885 ... en la Santa Iglesia Catedral Basílica de Barcelona por el Muy Ilustre Sr. Dr. D. Celestino Ribera y Aguilar (en castellà).  Barcelona: Establecimiento Tipográfico de los Sucesores de N. Ramírez y Ca., 1886. OCLC 1044316482.
- Ribera i Aguilar, Celestí. El Patriotismo en Cataluña : sermón pronunciado el 29 de mayo de 1888 en la solemne fiesta celebrada con motivo de la peregrinación de S.M. la Reina Regente Da. María Cristina de Habsburgo-Lorena al Santuario de Ntra. Sra. de Montserrat ... (en castellà).  Barcelona: Tipo-Litografía de los Sucesores de N. Ramírez y Ca., 1888. OCLC 1044373293.
- Ribera i Aguilar, Celestí. El Anarquismo y la doctrina católica : discurso pronunciado por el M.I. Sr. Dr. D. Celestino Ribera y Aguilar en el cuarto Congreso Católico Nacional, celebrado en Tarragona en octubre de 1894 (en castellà).  Tarragona: Establecimiento Tipográfico de F. Arís é Hijo, 1895. OCLC 1044622937.[7]